# Gerhard Fischbeck

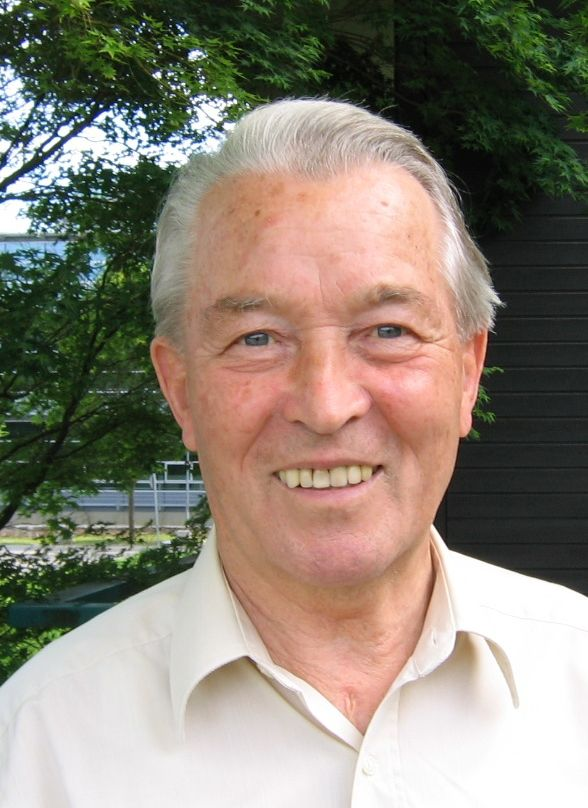
Gerhard Fischbeck (2005)

Gerhard Fischbeck (* 26. August 1925 in Wieglitz bei Calvörde; † 8. November 2020) war ein deutscher Pflanzenbau- und Pflanzenzuchtwissenschaftler. Er lehrte von 1964 bis 1993 an der Technischen Hochschule München in Weihenstephan.

## Leben
Gerhard Fischbeck, Sohn eines (Volksschul-)Lehrers, besuchte von 1936 bis 1943 die Oberrealschulen in Gardelegen und in Feldafing. Nach Wehrdienst und Kriegsgefangenschaft begann er 1945 in Etzenricht (Oberpfalz) eine zweijährige Landwirtschaftslehre. Gleichzeitig erlangte er in einem Sonderkurs für Kriegsteilnehmer die Hochschulreife. Ab 1947 studierte er Landwirtschaft an der Technischen Hochschule München in Weihenstephan. 1950 bestand er die Prüfung zum Diplomlandwirt mit Auszeichnung. Es folgte ein einjähriges Ergänzungsstudium in den Fächern Pflanzenzüchtung und Pflanzenpathologie an der Universität Minnesota (USA). Hier erwarb 1951 den akademischen Titel Master of Science.
Nach Rückkehr aus den USA arbeitete Fischbeck als wissenschaftlicher Mitarbeiter in dem von Gustav Aufhammer geleiteten Institut für Acker- und Pflanzenbau der Technischen Hochschule München in Weihenstephan. 1954 wurde er unter der Ägide von Aufhammer zum Dr. agr. promoviert mit einer Dissertation über Umwelteinflüsse auf Wachstum, Ertrag und Qualität von Braugerstensorten. In den folgenden Jahren war Fischbeck als wissenschaftlicher Mitarbeiter, zeitweise als Kustos, an diesem Institut tätig.
1961 habilitierte er sich mit einer Arbeit über die pflanzenbauliche und pflanzenzüchterische Problematik des Rohproteingehaltes der Sommergerste und erhielt die Venia legendi für die Fachgebiete Pflanzenbau und Pflanzenzüchtung. 1964 wurde er als Ordinarius auf den Lehrstuhl für Speziellen Pflanzenbau und Pflanzenzüchtung an die Universität Bonn berufen.
1969 folgte Fischbeck einem Ruf der Technischen Universität München und übernahm als ordentlicher Professor und Nachfolger seines Lehrers Gustav Aufhammer an der Fakultät für Landwirtschaft und Gartenbau in Weihenstephan den gleichzeitig umbenannten Lehrstuhl für Pflanzenbau und Pflanzenzüchtung. Von 1972 bis 1974 bekleidete er das Amt des Dekans dieser Fakultät und von 1976 bis 1979 war er Beauftragter des Präsidenten der Technischen Universität München für den Standort Weihenstephan. 1993 wurde er emeritiert.

## Forschung und Lehre
Das wissenschaftliche Lebenswerk Fischbecks ist geprägt durch Vielseitigkeit und Interdisziplinarität. Leitmotiv seines Denkens und Handelns war die Erkenntnis, Forschung und Lehre der agrarwissenschaftlich orientierten Pflanzen-Disziplinen (Pflanzenbau, Pflanzenzüchtung, Phytomedizin) stärker als bisher in einem umfassenden Integrationsfach Kulturpflanzenforschung zusammenzuführen.
Seine Arbeitsschwerpunkte galten der Charakterisierung sortenspezifischer Elemente in der Entwicklung des Getreidebaus in Deutschland sowie der genetisch fundierten Ausweitung der Grundlagen für die Resistenzzüchtung, insbesondere gegen Mehltau bei Gerste und Weizen. Durch engagierte fachübergreifende Aktivitäten in wissenschaftlichen Organisationen und Fachgesellschaften hat er die Entwicklung der Kulturpflanzenforschung in Deutschland maßgebend mitgestaltet.
Die Wechselwirkungen zwischen Anbauverfahren und Sortenleistung bei Getreide in ihrer Bedeutung für Ertrag und Qualität, mit denen sich Fischbeck frühzeitig im Rahmen seiner Dissertation (1954) und seiner Habilitationsschrift (1961) beschäftigte, gehörten für lange Zeit zu seinen Forschungsschwerpunkten. Ferner widmete er sich methodischen Fragen zur Quantifizierung von Merkmalen der Brauqualität bei Gerste und der Backqualität bei Weizen sowie der Eröffnung neuer Perspektiven zur Nutzung von Genreserven für die Pflanzenzüchtung.
Zu einem gewichtigen Arbeitsschwerpunkt entwickelten sich Fischbecks Experimente über die genetischen Grundlagen der Resistenzzüchtung, vor allem am Beispiel des Schadpilzes Mehltau, ausgelöst von Untersuchungen über genetische Differenzierung und Verbreitung von Mehltauresistenz in natürlichen Populationen der Wildgerste in Israel. Bereits 1975 arbeitete er über Schadschwellen bei Mehltaubefall. Dieses Forschungsgebiet ging nahtlos über in das Gebiet der Genomik. Mit dem Erarbeiten einer ersten molekularen Genkarte der Gerste begann an seinem Lehrstuhl die genomische Forschung. Unter seiner Ägide wurden neue Sorten, ausgestattet mit bisher ungenutzten Genen für die Mehltauresistenz für den züchterischen Gebrauch vorbereitet.
Erste Freilandversuche zur Frage der biologischen Sicherheit gentechnisch veränderter Pflanzen (Mais und Raps) wurden unter Fischbecks Leitung seit 1993 auf der zu Technischen Universität München gehörenden Versuchsstation Rogenstein durchgeführt. Fischbeck gehört zu den Befürwortern einer Nutzung der Grünen Gentechnik im Landbau.
Die Publikationsliste Fischbecks umfasst ca. 250 Veröffentlichungen, darunter mehrere Übersichtsbeiträge in Lehr- und Handbüchern. Seine bedeutendste Buchpublikation ist das 1973 gemeinsam mit Gustav Aufhammer verfasste Buch Getreide. Produktionstechnik und Verwertung, ein Klassiker der deutschsprachigen Fachliteratur über den Getreidebau. Über drei Jahrzehnte gehörte das gemeinsam mit Fachkollegen erarbeitete Lehrbuch Spezieller Pflanzenbau (Erstauflage 1975) zur Pflichtlektüre für die Studierenden der Agrarwissenschaften in der Bundesrepublik Deutschland. Als Mitautor beteiligt ist Fischbeck an dem praxisorientierten Buch Getreidebau aktuell, von dem zwischen 1975 und 1983 sieben Auflagen erschienen sind. Hervorzuheben ist schließlich sein im Handbuch des Pflanzenbaus (Band 1, 1997) erschienener Beitrag Biologie und physiologische Grundlagen des Pflanzenbaus.
Mehrere Übersichtsbeiträge zur Theorie und Praxis der Pflanzenzüchtung publizierte Fischbeck im Lehrbuch der Züchtung landwirtschaftlicher Kulturpflanzen (Band 2, 1985). Als vorbildlich in Fachkreisen gilt seine umfassende Darstellung Ziele und Wege der Resistenzzüchtung in dem Buch Pflanzenproduktion im Wandel (1990). Die Wissenschaftsgeschichte im Agrarbereich bereicherte er mit dem Beitrag Leitideen der landwirtschaftlichen Pflanzenzüchtung in Deutschland 1910–1985 (1987).
Als Hochschullehrer führte Fischbeck 69 Doktoranden (davon sechs in Bonn) zur Promotion; vier von seinen Schülern habilitierten sich.

## Tätigkeit in wissenschaftlichen Organisationen
Fischbeck verfügte über die seltene Fähigkeit, wissenschaftliche Diskussionen fachübergreifend zu stimulieren, durch sein ausgewogenes Urteilsvermögen die Sachverhalte auf den Punkt zu bringen und bei schwierigen Problemen oft einfache Lösungswege aufzuzeigen. Wie kaum ein anderer Fachkollege aus dem Agrarbereich war er deshalb ein hochgeschätztes Mitglied in Gremien, Kommissionen und Fachgesellschaften. Viele diese wissenschaftlichen Organisationen wählten ihn zu ihrem Vorsitzenden. Zu seinen wichtigsten Aktivitätsfeldern gehörten:
- Arbeitsgemeinschaft für Krankheitsbekämpfung und Resistenzzüchtung (seit 1955, zeitweise Vorsitzender)
- Gesellschaft für Pflanzenbauwissenschaften (seit 1958, erster Vorsitzender 1976 bis 1978)
- Deutsche Landwirtschafts-Gesellschaft (seit 1958, Mitglied im Hauptausschuß 1975 bis 1990).
- Deutsche Forschungsgemeinschaft (Fachgutachter und Tätigkeit in versch. Gremien, 1966 bis 1990)
- Kuratorium der Forschungsanstalt für Landwirtschaft (FAL), Braunschweig (1966 bis 1990)
- Gesellschaft für Genetik (seit 1979)
- Dachverband Agrarforschung (Präsident 1978 bis 1984; Vorstandsmitglied 1989)
- Arbeitsgemeinschaft für tropische und subtropische Agrarforschung (1978 bis 1998)
- Kuratorium des Max-Planck-Instituts für Züchtungsforschung, Köln-Vogelsang (1978 bis 1996, zeitweise Vorsitzender).
- International Board of Plant Genetic Resources, Rom (1981 bis 1987)
- Kommission zur Begutachtung von Instituten der Akademie der Landwirtschaftswissenschaften der DDR (1990 bis 1991)
- Gesellschaft für Pflanzenzüchtung (Mitglied seit Gründung 1991)
- Gründungskommission des Instituts für Pflanzengenetik und Kulturpflanzenforschung (IPK) Gatersleben (Vorsitzender 1991 bis 1992)
- Genbankbeirat des IPK Gatersleben (Vorsitzender 1993 bis 2000)

## Ehrungen und Auszeichnungen
- 1978 Justus-von-Liebig-Preis der Universität Kiel
- 1985 Ehrendoktor (Dr. agr. h. c.) der Universität Bonn
- 1995 Max-Eyth-Denkmünze in Silber der Deutschen Landwirtschafts-Gesellschaft
- 1993 Staatsmedaille in Silber des Bayerischen Staatsministeriums für Ernährung, Landwirtschaft und Forsten
- 1993 Ehrenmitglied der Gesellschaft für Pflanzenzüchtung
- 1995 Ehrenmitglied der Gesellschaft für Pflanzenbauwissenschaften
- 1996 Verdienstorden der Bundesrepublik Deutschland (Verdienstkreuz 1. Klasse)
- 1999 Ehrendoktor (Dr. agr. h. c.) der Universität Gießen

## Wichtigste Publikationen
- Mehrjährige Untersuchungen über den Einfluß differenzierter Umweltbedingungen auf Wachstum, Ertrag und Qualität mehrerer Braugerstensorten. Diss. agr. Techn. Hochschule München 1954. Maschinenschrift.
- Beiträge zur pflanzenbaulichen und züchterischen Problematik des Rohproteingehaltes der Sommergerste. Habil.-Schr. Techn. Hochschule München 1961. Maschinenschrift. – Auszug in: Zeitschrift für Acker- und Pflanzenbau Bd. 118, 1963/64, S. 321–344.
- Getreide. Produktionstechnik und Verwertung (mit Gustav Aufhammer). DLG-Verlag Frankfurt (Main) 1973.
- Spezieller Pflanzenbau (mit Klaus-Ulrich Heyland und Norbert Knauer). Ulmer, Stuttgart 1975 = UTB Taschenbuch Nr. 111. – 2. Aufl. neubearb. u. erg. Aufl. ebd. 1982; 3. neubearb. u. erg. Aufl. (mit Wulf Diepenbrock ...) ebd. 1999.
- Getreidebau aktuell. Fruchtfolge und Düngung, Bodenbearbeitung und Saattechnik, Arten- und Sortenwahl, Pflanzenschutz. (J. Debruck, G. Fischbeck und W. Kampe). DLG-Verlag Frankfurt (Main) 1975; 2. Aufl. 1976; 3. Aufl. 1977; 4. Aufl. 1978; 5. u. 6. Aufl. 1980; 7. Aufl. 1983.
- Getreide. Fortpflanzungsbiologie, allgemeine Zuchtmethodik u. a. Beiträge. In: Lehrbuch der Züchtung landwirtschaftlicher Kulturpflanzen. Herausgegeben von W. Hoffmann, A. Mudra und W. Plarre. 2. Aufl., Bd. 2, Parey, Berlin 1985.
- Leitideen der landwirtschaftlichen Pflanzenzüchtung in Deutschland 1910 –1985. In: Pflanzenzüchtung in Deutschland. Herausgegeben vom Bundesverband Deutscher Pflanzenzüchter, Mann-Verlag, Gelsenkirchen 1987, S. 25–49.
- Ziele und Wege der Resistenzzüchtung. In: Pflanzenproduktion im Wandel. Neue Aspekte in den Agrarwissenschaften. Herausgegeben von G. Haug, G. Schuhmann und G. Fischbeck. VCH, Weinheim 1990, S. 73–102; 2. Aufl. ebd. 1992.
- Gene management. In: Resistance of Crop Plants against Fungi. Edited by H. Hartleb, R. Heitefuß and H. Hoppe. Fischer, Jena 1997, S. 349–377.
- Biologie und physiologische Grundlagen des Pflanzenbaues. In: Handbuch des Pflanzenbaues. Herausgegeben von Ernst Robert Keller, Herbert Hanus und Klaus-Ulrich Hyland. Ulmer, Stuttgart. Bd. 1: Grundlagen der landwirtschaftlichen Pflanzenproduktion, 1997, S. 111–170.
- Landwirtschaftlicher Pflanzenbau und biologische Vielfalt. In: Biologie in unserer Zeit Bd. 29, 1999, S. 177–183.
- Entwicklungslinien im Pflanzenbau. In: Gesellschaft für Pflanzenbauwissenschaften 1956–2006. Festschrift zum 50-jährigen Jubiläum. Im Auftrag des Vorstandes herausgegeben von Harry Knittel. Englram & Partner, Haßloch 2007, S. 143–155.